# Kővári Róbert
Kővári Róbert (Szekszárd, 1995. november 23.) magyar labdarúgó, jelenleg a Szeged-Csanád középpályása.

## Pályafutása
A Pécsi Mecsek FC csapata 2014. április 26-án az ő találatával győzte le a Budapest Honvéd FC-t.